# Demandasaurus darwini
Demandasaurus darwini (“reptil de la Sierra de la Demanda de Charles Darwin”) es la única especie del género extinto Demandasaurus de dinosaurio saurópodo rebaquisáurido que vivió hace unos 129-123 millones de años, a mediados de la época Cretácico temprano entre el Barremiense y el Aptiense, en lo que ahora es la Europa. 

## Descripción

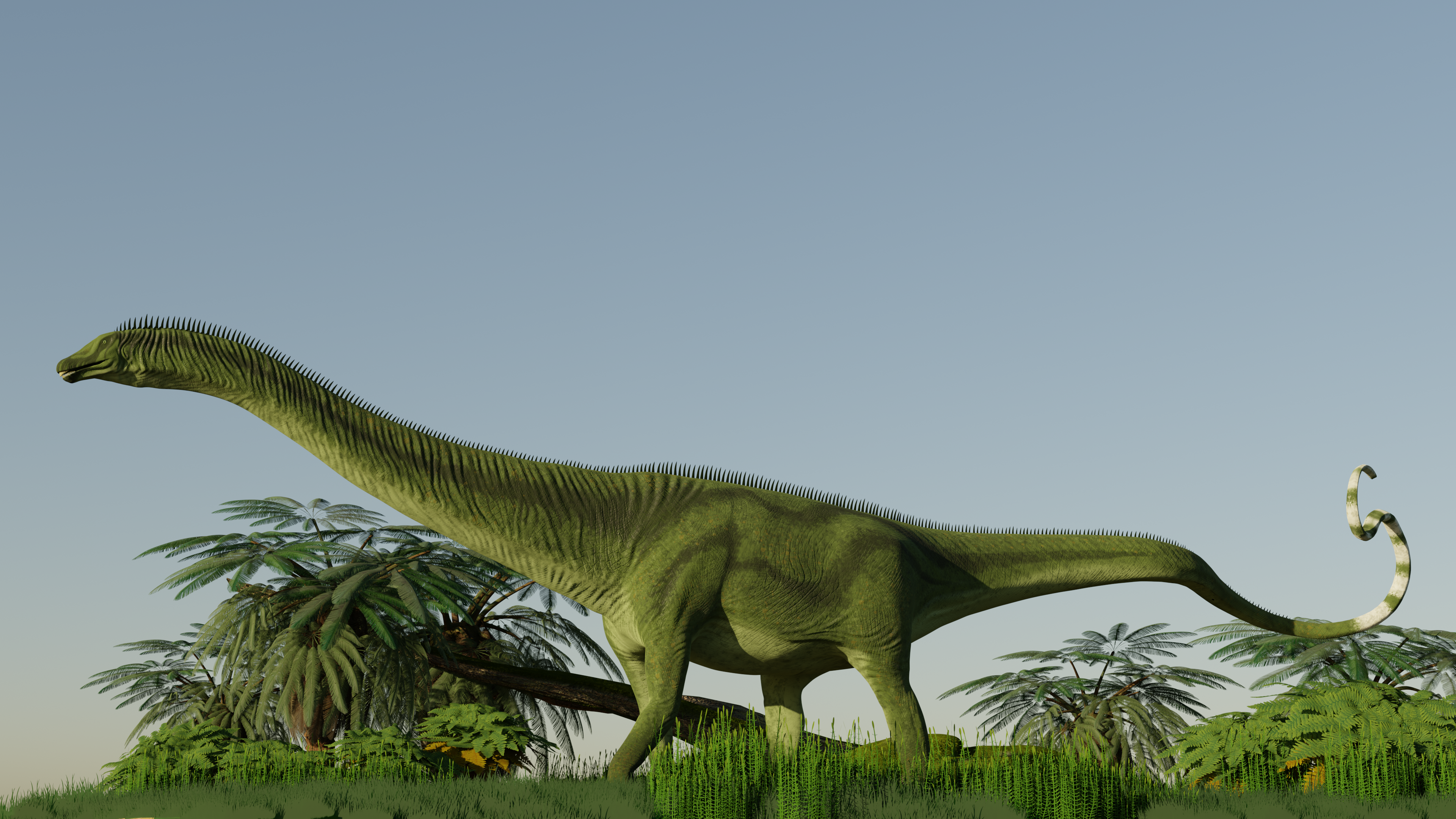
Recreación de Demandasaurus

Demandasaurus media alrededor  del  10 metros de largo, 3,5 metros de alto en la cadera y 5 toneladas de peso.
Posee una serie de características singulares que permiten esa diferenciación como nuevo género y especie. Por ejemplo, dientes con una ornamentación especial de crestas en su esmalte, vértebras cervicales con estructuras óseas que no están presentes en otros dinosaurios, arcos neurales de las vértebras dorsales atravesados en su totalidad por dos conductos neumáticos. La forma redondeada de su hocico contrasta también con los hocicos de contorno más cuadrado del resto de los diplodocoideos.

## Descubrimiento e investigación

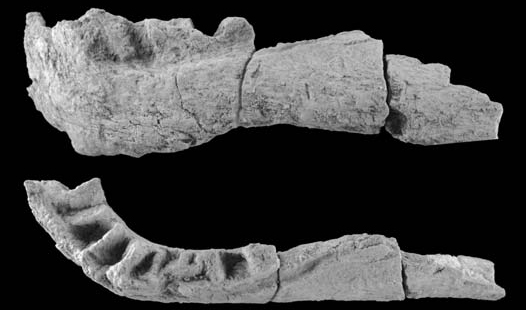
Fósil del dentario izquierdo.

Los fósiles de Demandasaurus han sido recuperados de la formación Castrillo la Reina en el yacimiento de Tenadas de los Vallejos II, Sierra de la Demanda, provincia de Burgos, España.
Esta especie ha sido identificada a partir del holotipo, MDS-RVII, un esqueleto incompleto que incluye restos del cráneo,  que incluyen dentario, premaxilares, dientes y postcraneales, de la columna vertebral,  algunas vértebras cervicales, dorsales y caudales, costillas, arcos hemales, isquiones y un fémur. Fue nombrado en 2011 por Fidel Torcida Fernández-Baldor, José Ignacio Canudo, Pedro Huerta, Diego Montero, Xabier Pereda Suberbiola y Leonardo Salgado. La especie tipo es Demandasaurus darwini, nombre en honor a la Sierra de la Demanda y Charles Darwin y descrita detalladamente en la tesis de Torcida Fernández-Baldor del 2012.

## Clasificación

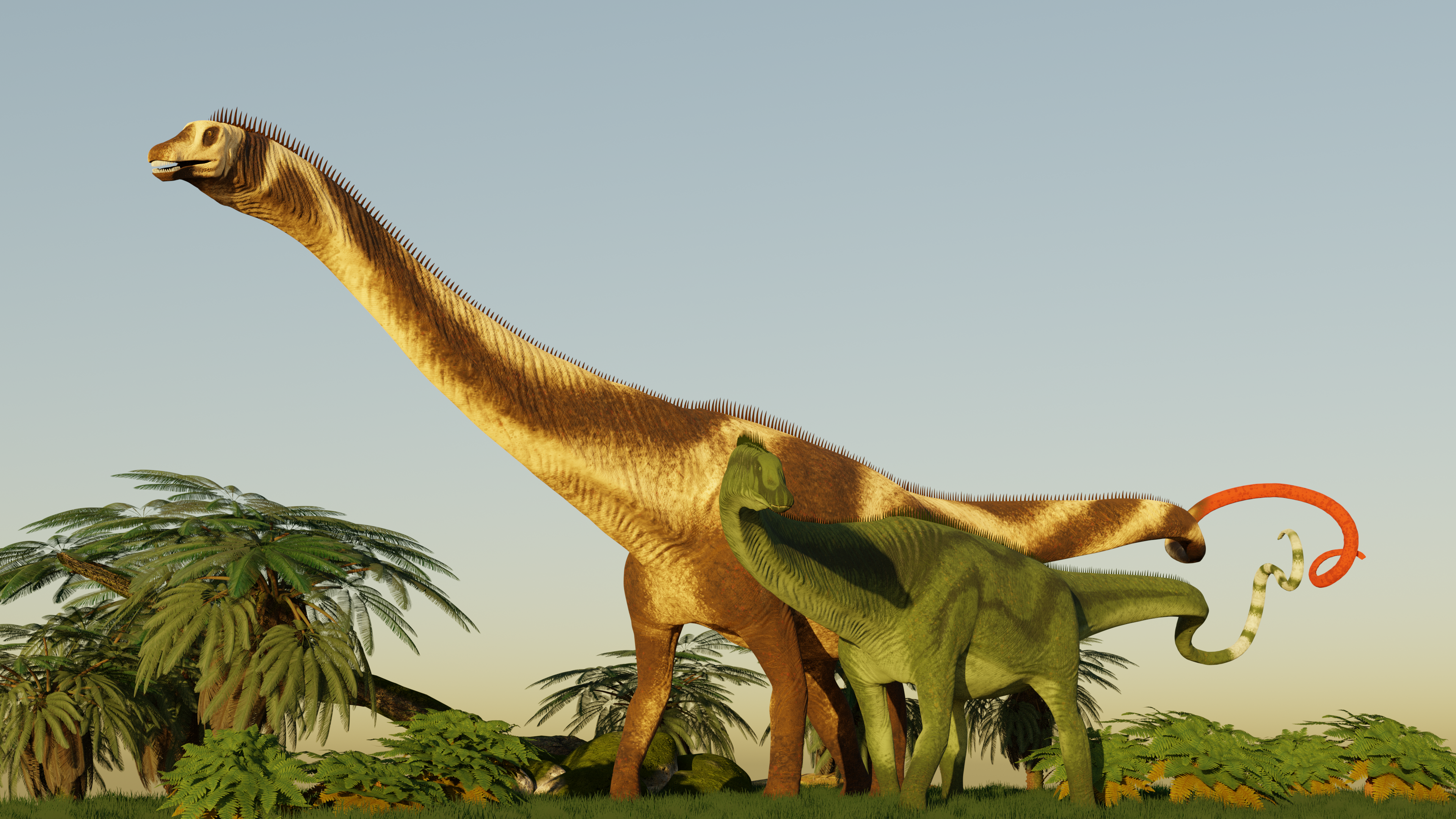
Recreación de los diplodócidos de la península ibérica Supersaurus y Demandasaurus,

Es el primer saurópodo Diplodocoideo del Cretácico Inferior, hace aproximadamente125 millones de años descrito en España. También se reconoce como la única especie de rebaquisáurido diagnosticada en Laurasia, antiguo supercontinente formado por Europa, Asia y América del Norte. Demandasaurus ha ampliado la distribución geográfica de los rebaquisáuridos, antes conocida solo en África y América del Sur.
Este taxón tiene un alto interés paleobiogeográfico debido a su estrecha relación de parentesco con el dinosaurio africano Nigersaurus, ha sido un argumento aportado para desarrollar la hipótesis de un origen africano de Demandasaurus que procedería de una población que emigró desde África a través del Mar de Tethys. Asimismo la aparición en Europa de Demandasaurus, es una prueba de la existencia de una conexión física, un puente intercontinental, entre los dos continentes en esa edad, aunque no se produjera de un modo permanente. Anteriormente se habían acumulado indicios a favor de esta hipótesis que queda reforzada por la aparición de Demandasaurus, quien tiene un papel clave en ese debate. Otro pariente evolutivo próximo es Zapalasaurus de Sudamérica.